# Mutagen
Mutagene sind äußere Einwirkungen, die Genmutationen oder Chromosomenaberrationen auslösen, also das Erbgut eines Organismus verändern. Hierbei unterscheidet man physikalische Mutagene wie Strahlung und hohe Temperaturen, chemische Mutagene wie z. B. Nitrosamine und polycyclische aromatische Kohlenwasserstoffe sowie biologische Mutagene wie z. B. HP-Viren und Epstein-Barr-Viren. Die Eigenschaft, Mutationen auszulösen, wird als Mutagenität bezeichnet, teilweise mit Bezug auf ein Organ wie z. B. Keimzellmutagenität.
Mutagene führen über einen DNA-Schaden zu einer Mutation. Die normale Mutationsrate (Häufigkeit, mit der sich ein oder mehrere Gene verändern) liegt bei höheren Organismen bei 10−5 bis 10−9 pro Gen und Generation. Mutagene bewirken einen Anstieg dieser natürlichen Mutationsrate.

## Mutagene
Bekannte Beispiele für Mutagene sind:
- Nitrosamine: entstehen unter anderem beim Frittieren, Braten und Grillen und im Magen beim Verdauen von Fleisch und Käse, die mit Nitritpökelsalz haltbar gemacht wurden, aber auch beim Genuss von intensiv gedüngten pflanzlichen Nahrungsmitteln. Sie verändern hochwirksam chemisch die DNA-Basen.
- Basenanaloga: Basenähnliche Stoffe werden bei der Replikation fälschlicherweise in die DNA eingebaut und bewirken somit eine Veränderung der ursprünglichen Sequenz.
- Polycyclische aromatische Kohlenwasserstoffe: schieben sich zwischen die Basen und führen zu Rastermutationen als eine Variante der Genmutationen. Der Vorgang der Einlagerung in die DNA wird dabei als Interkalation bezeichnet. Ein typisches Beispiel ist Ethidiumbromid, das in der molekularbiologischen Labortechnik u. a. zum spezifischen Nachweis von Nukleinsäuren eingesetzt wird. Die Ethidiumbromidmoleküle lagern sich unter Ausbildung von π-Stapel-Wechselwirkungen in die Basenfolge ein, was eine Verschiebung des Leserasters bewirken kann.
- viele weitere chemische Substanzen wie: Arsensäure und deren Salze, Asbest, Benzol, Acrylamid, Benzpyren, Cobaltchlorid, Ottokraftstoff, Rohöl
- Aflatoxine: hochgiftiges und durch Anlagerung an DNA-Basen karzinogenes Produkt verschiedener Schimmelpilze.
- Energiereiche Strahlung: Röntgen-, ionisierende und UV-Strahlung bewirken Mutationen und Chromosomenaberrationen.
- Einige Tumorviren: HI-Viren, Epstein-Barr-Viren und HP-Viren

Der Ames-Test ist einer der einfachsten und häufigsten Tests, der zur Bestimmung einer Chemikalie als Mutagen angewendet wird.

## Kategorien nach CLP-Verordnung
Gemäß CLP-Verordnung können Stoffe aufgrund der Keimzellmutagenität in die Gefahrenklasse „Keimzellmutagenität“ mit den Kategorien 1A, 1B und 2 eingestuft werden. Gekennzeichnet werden Stoffe und Gemische der Kategorie 1A und 1B mit dem Gefahrenpiktogramm „Gesundheitsgefahr“ (GHS08) und dem Signalwort „Gefahr“, dem H-Satz H 340 und den entsprechenden P-Sätzen. Stoffe und Gemische der Kategorie 2 werden mit dem Gefahrenpiktogramm „Gesundheitsgefahr“ (GHS08) und dem Signalwort „Achtung“, dem H 341 und den entsprechenden P-Sätzen gekennzeichnet.
Kategorie 1A
Stoffe, die bekanntermaßen vererbbare Mutationen in Keimzellen von Menschen verursachen. Die Einstufung beruht auf positiven Befunden aus epidemiologischen Studien an Menschen.
Kategorie 1B
Stoffe, die bekanntermaßen vererbbare Mutationen in Keimzellen von Menschen verursachen. Diese Annahme beruht im Allgemeinen auf Folgendem: geeignete Langzeit-Tierversuche, sonstige relevante Informationen.
Kategorie 2
Stoffe, die möglicherweise vererbbare Mutationen in Keimzellen von Menschen auslösen können. Aus geeigneten Tierversuchen liegen einige Anhaltspunkte vor, die jedoch nicht ausreichen, um einen Stoff in Kategorie 1 einzustufen.